# Terenin (województwo lubelskie)
Terenin – kolonia w Polsce położona w województwie lubelskim, w powiecie chełmskim, w gminie Wierzbica.
W latach 1975–1998 miejscowość administracyjnie należała do województwa chełmskiego.
W wieku XIX Terenin folwark dóbr Olchowiec w powiecie chełmskim.